# Cadastre du Québec
Le cadastre du Québec est un registre public du cadastre au Québec (Canada). Ce registre prend la forme d'un plan qui représente la propriété sur laquelle portent les droits fonciers des propriétaires. Les propriétés y sont immatriculées sous forme de lot portant un numéro supérieur à 1 000 000.

## Rénovation cadastrale
La rénovation cadastrale au Québec (à ne pas confondre avec une opération cadastrale) vise à uniformiser l'immatriculation de l'ensemble des propriétés du Québec et de leur morcellement,. Les travaux visent à centraliser et moderniser les registres datant du milieu du XIXe siècle. Finalement, la rénovation cadastrale permet de mettre en place un registre actualisé sous format numérique; ce format permet ultimement de garder plus facilement à jour cette représentation graphique du registre foncier québécois).
La rénovation cadastrale doit son origine au fait que les registres, créés dans les années 1860, contenaient de nombreuses lacunes. Par exemple, 850 000 propriétés n'étaient pas immatriculées de façon distincte sur le cadastre. Ce problème venait du fait que le législateur n'obligeait pas de faire subdiviser son lot quand le propriétaire décidait de le vendre en partie. De plus, 750 000 lots présentaient des anomalies pouvant affecter les dimensions ou les superficies de ceux-ci.
La rénovation a débuté le 25 avril 1996. Elle devrait être terminée au cours de 2021.

### Objectifs
La rénovation cadastrale a pour effet de régler trois problèmes causés par les cadastres anciens :
- l'existence de propriétés non loties (« parties de lot »), mais plutôt décrites par tenants et aboutissants dans des actes notariés[5];
- la complexité de la désignation cadastrale;
- l'absence d'image globale du cadastre québécois[4].

## Liste des circonscriptions foncières
Le Québec est divisé en 74 circonscriptions foncières (dites « DE » dans le système du code géographique du Québec). Chaque circonscription possède un code à 2 chiffres. Le Ministère de l'Énergie et des Ressources naturelles est responsable de leur découpage. Elles étaient nommées autrefois « division d’enregistrement ».
- Abitibi (84)
- Argenteuil (74)
- Arthabaska (34)
- Beauce (23)
- Beauharnois (70)
- Bellechasse (15)
- Berthier (49)
- Bonaventure no 1 (04)
- Bonaventure no 2 (18)
- Brome (38)
- Chambly (56)
- Champlain (32)
- Charlevoix no 1 (11)
- Charlevoix no 2 (12)
- Châteauguay (69)
- Chicoutimi (94)
- Coaticook (59)
- Compton (25)
- Deux-Montagnes (73)
- Dorchester (22)
- Drummond (41)
- Frontenac (24)
- Gaspé (02)
- Gatineau (78)
- Hors juridiction (00)
- Hull (79)
- Huntingdon (68)
- Îles-de-la-Madeleine (01)
- Joliette (58)
- Kamouraska (10)
- La Prairie (66)
- La Tuque (31)
- Labelle (76)
- Lac-Saint-Jean-Est (93)
- Lac-Saint-Jean-Ouest (90)
- L'Assomption (62)
- Laval (64)
- Lévis (21)
- L'Islet (13)
- Lotbinière (28)
- Maskinongé (47)
- Matane (06)
- Matapédia (05)
- Missisquoi (54)
- Montcalm (61)
- Montmagny (14)
- Montmorency (17)
- Montréal (65)
- Nicolet (33)
- Papineau (75)
- Pontiac (80)
- Portneuf (29)
- Québec (20)
- Richelieu (50)
- Richmond (35)
- Rimouski (07)
- Rouville (52)
- Rouyn-Noranda (85)
- Saguenay (97)
- Sainte-Anne-des-Monts (03)
- Saint-Hyacinthe (51)
- Saint-Jean (55)
- Sept-Îles (96)
- Shawinigan (45)
- Shefford (39)
- Sherbrooke (36)
- Stanstead (37)
- Témiscamingue (83)
- Témiscouata (09)
- Terrebonne (63)
- Thetford (30)
- Trois-Rivières (44)
- Vaudreuil (72)
- Verchères (57)